# Csiriripapagáj
A csiriripapagáj (Brotogeris chiriri), korábban kanáriszárnyú papagáj, a madarak osztályának papagájalakúak (Psittaciformes) rendjébe és a papagájfélék (Psittacidae) családjába tartozó faj.

## Rendszerezése
A fajt Louis Pierre Vieillot francia ornitológus írta le 1818-ban, a Psittacus nembe Psittacus chiriri néven.

## Alfajai
- Brotogeris chiriri behni Neumann, 1931
- Brotogeris chiriri chiriri (Vieillot, 1818)

## Előfordulása
Dél-Amerika középső részén, Argentína, Bolívia, Brazília és Paraguay területén honos. Természetes élőhelyei a szubtrópusi és trópusi síkvidéki esőerdők és szavannák. Állandó, nem vonuló faj.

## Megjelenése
Testhossza 20–25 centiméter, testtömege 72 gramm. Tollazata világoszöld; repülés közben sárga, V alakú folt válik láthatóvá a szárnyain.
|  |

## Életmódja
Kisebb csapatokban, a fák lombjai közt keresgéli gyümölcsökből, virágokból, hajtásokból és magvakból álló táplálékát.

## Szaporodása
Fa odvába, vagy termeszvár oldalába készíti fészkét. Fészekalja 4-5 tojásból áll.

## Természetvédelmi helyzete
Az elterjedési területe rendkívül nagy, egyedszáma viszont csökken, de még nem éri el a kritikus szintet. A Természetvédelmi Világszövetség Vörös listáján nem fenyegetett fajként szerepel.

## Külső hivatkozások
- Képek az interneten a fajról
- Internet Bird Collection - videók a fajról
- Xeno-canto.org - a faj hangja és elterjedési területe